# Leda Maria Paulani
Leda Maria Paulani (1954) é uma economista brasileira e professora titular da Faculdade de Economia e Administração da Universidade de São Paulo (USP).

## Biografia
Paulani concluiu o bacharelado em economia em 1976 na USP. Em 1981, graduou-se em Comunicação Social com especialização em Jornalismo, pela  Escola de Comunicações e Artes da mesma universidade. Obteve  seu  doutorado no Instituto de Pesquisas Econômicas da Universidade de São Paulo (IPE/USP) em 1992, e o título de livre docente em 2004.
De janeiro de 2001 a maio de 2003 foi assessora chefe do gabinete da Secretaria de Finanças da Prefeitura de São Paulo, quando era secretário o Prof. João Sayad.
De janeiro de 2013 a março de 2015 foi Secretária de Planejamento, Orçamento e Gestão da Prefeitura de São Paulo (na gestão do prefeito Fernando Haddad). 
De 2004 a 2008 foi presidente da Sociedade Brasileira de Economia Política. É uma forte crítica da abordagem da Retórica na Economia (nos EUA)  D. McCloskey, e (no Brasil) Pérsio Arida (ex-USP e ex-PUC Rio) e J. Márcio Rego (FGV-SP).
Em 2006 foi indicada ao prêmio Jabuti e em 2011 foi agraciada com a comenda Mario Henrique Simonsem pelo Conselho Regional de Economia de São Paulo.  
Em 2011, participou de um abaixo-assinado de economistas a favor do Occupy Wall Street.
Desde janeiro de 2017 integra o grupo de intelectuais e economistas que fundaram o projeto Brasil-Nação e desde maio de 2019 integra a Associação Brasileira de Economistas pela Democracia (ABED). Em dezembro do mesmo ano foi agraciada pela ABED com o prêmio de "Associada Emérita". Em 2020 foi agraciada com o prêmio  "Personalidade Econômica do Ano" conferido pelo Conselho Federal de Economia. Publica em revistas nacionais e internacionais de economia e de outras áreas das ciências humanas. Escreveu o verbete "Money" do The Oxford Handbook of Karl Marx, publicado pela Oxford University Press (UK) em 2019. É autora entre outros de Modernidade e Discurso Econômico (2005) e Brasil Delivery (2008), ambos pela Boitempo Editorial. Com Márcio Bobik, é autora de A Nova Contabilidade Social (Saraiva, 2020, 5a edição).

## Publicações
- Brasil Delivery. São Paulo: Boitempo, 2008. ISBN 9788575591154
- Com Daniela Magalhães Prates: "The Financial Globalization of Brazil under Lula". Monthly Review, 2007. vol.58, nº8.
- "Economia e Retórica: o capítulo brasileiro". Revista de Economia Política, vol.26, nº1 (101), p.3-22; jan-mar/2006.
- Modernidade e Discurso Econômico São Paulo: Boitempo, 2005. Com prefácio de Francisco de Oliveira. ISBN 8575590634
- "O papel da força viva de trabalho no processo capitalista de produção: uma análise dos dilemas contemporâneos". Estudos Econômicos. Instituto de Pesquisas Econômicas da USP. vol.31, nº4, 2001.
- "A Utopia da Nação: esperança e desalento". In: Luiz Carlos Bresser Pereira e José Márcio Rego (org.). A Grande Esperança em Celso Furtado. São Paulo: Editora 34, 2001, p.139-156.